# Hugo Knauer
Hugo Knauer (* 17. Februar 1924 in Gnadental, damals Rumänien (heute Ukraine); † 29. Juni 2008 in Herdecke) war ein deutscher Politiker und 33 Jahre lang Bürgermeister der Stadt Herdecke.
Knauer, aus einer bessarabiendeutschen Familie stammend, war von Beruf Lehrer und wurde in Herdecke Rektor der Grundschule am Schraberg. Im Jahr 1961 begann Knauers politisches Wirken, als er Ratsmitglied für die SPD wurde, der er 52 Jahre lang angehörte. Im Jahr 1964 wurde er zum Herdecker Bürgermeister gewählt. Knauer löste Otto Hellmuth in dem Amt ab. Dieses Amt hatte er bis 1997 ununterbrochen inne. Sein Nachfolger wurde Hans-Werner Koch (SPD).
Die Absicht eine Grundschule nach Knauer zu benennen, löste eine Kontroverse aus. Die Schule wurde aber schließlich nach ihm umbenannt.

## Ehrungen
Am 11. Dezember 2003 wurde er zum Ehrenringträger der Stadt Herdecke ernannt.
- Träger des Verdienstkreuzes am Bande des Verdienstordens der Bundesrepublik Deutschland
- Träger des Bundesverdienstkreuzes 1. Klasse (1984)
- Träger des Verdienstordens des Landes Nordrhein-Westfalen (1997)[4]